# Jennifer Berry

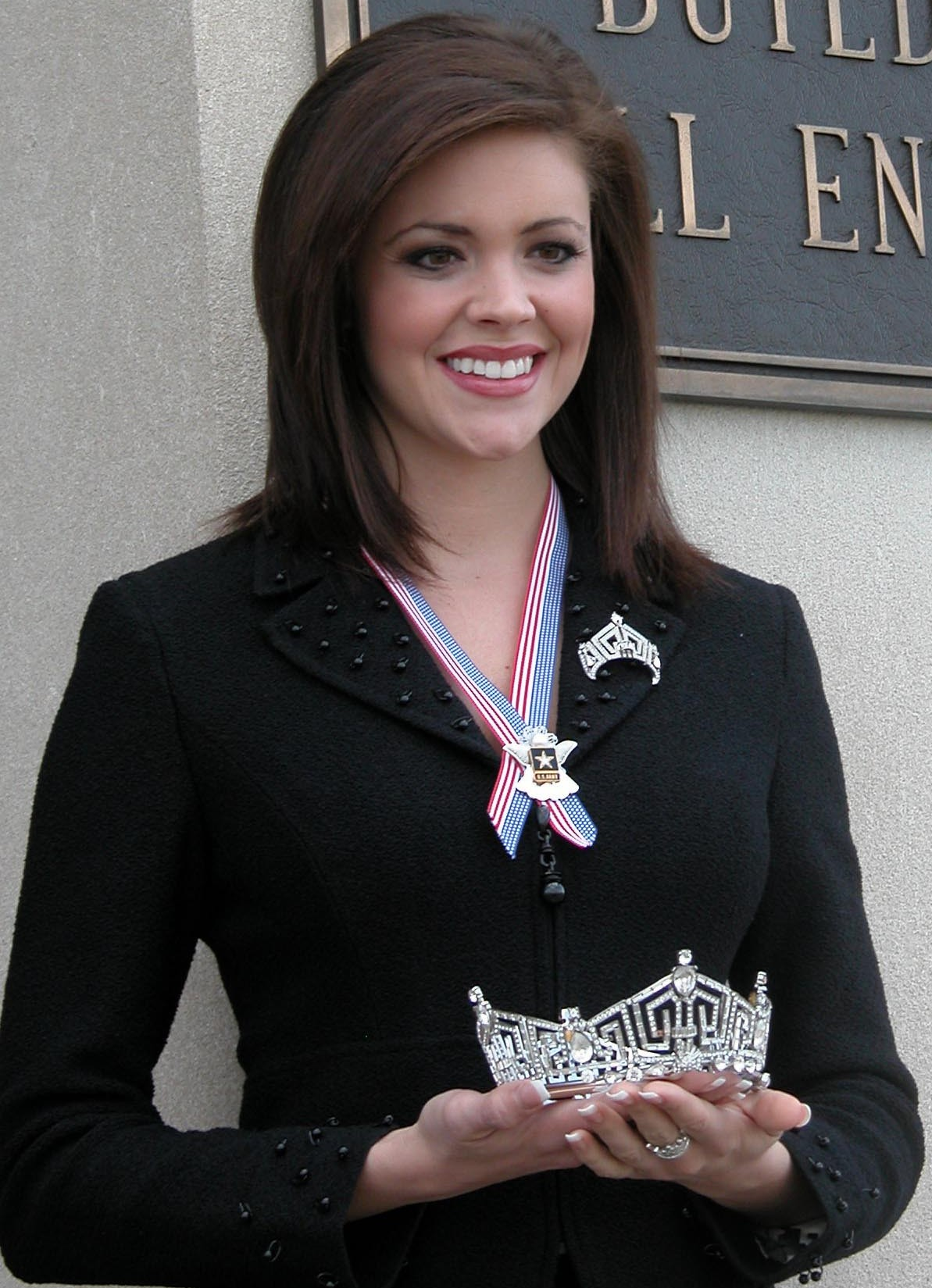
Jennifer Berry mit der Miss-America-Krone

Jennifer Berry (* 13. Januar 1983 in Houston, Texas) ist eine US-amerikanische Schönheitskönigin. Sie war Miss America 2006.
Berry wurde in Texas geboren, wuchs aber in Tulsa, Oklahoma auf. Nach der High School studierte sie an der Universität Oklahoma Grundschulpädagogik und strebt in diesem Fach einen Master-Abschluss an.
Im Jahr 2005 wurde sie zur Schönsten ihres Bundesstaates, also zur Miss Oklahoma, gewählt. Am 21. Januar 2006 gewann sie dann die Kür zur Miss America vor den Konkurrentinnen aus Georgia und Alabama. Berry war die fünfte Miss Oklahoma, die zur Miss America gewählt wurde. Sie war darüber hinaus die erste Miss America, die nicht in Atlantic City gewählt wurde, sondern im Casinohotel Aladdin in Las Vegas.
Berry gewann mit einer tänzerischen Darbietung zu William Josephs Stück Within den Talentwettbewerb der Konkurrenz, punktete im Interview, in dem sie ein prägendes Erlebnis ihrer Kindheit schilderte, und beeindruckte die Jury weiterhin mit ihrem ansprechenden Äußeren und ihrer entschiedenen Aussprache gegen Trunkenheit am Steuer.